# Jello Krahmer
Jello Krahmer (ur. 19 listopada 1995) – niemiecki zapaśnik walczący w stylu klasycznym. Olimpijczyk z Paryża 2024, gdzie zajął trzynaste miejsce w kategorii do 130 kg. Dwunasty na mistrzostwach świata w 2021 roku. 
Brązowy medalista mistrzostw Europy w 2020 i 2025. Dwunasty na igrzyskach europejskich w 2019. Trzeci na MŚ U-23 w 2017 roku.
Mistrz Niemiec w 2022 i 2023; drugi w 2019; trzeci w 2016 roku.